# Иванов, Сергей Юрьевич (футболист, 1984)
Серге́й Ю́рьевич Ивано́в (16 июня 1984, Ленинград) — российский футболист, вратарь.

## Биография
Воспитанник ленинградской ДЮСШ «Смена». Первый тренер — Василий Костровский. В 2001—2005 играл за основную, дублирующую и вторую команды «Зенита». За основной состав провёл 8 игр в Высшем дивизионе, по одному матчу в Кубке УЕФА и Кубке России. Победитель Кубка Премьер-лиги 2003. В 2006 году стал основным вратарём «Спартака» Нижний Новгород. В 2007 году перешёл в «Аланию», где сыграл один матч. Первую половину 2008 года провёл в «Зените-2», в конце июле перешёл в подольский «Витязь», в составе которого провёл один матч в Кубке России 2008/09.
В 1999—2003 годах — основной голкипер юношеских сборных России. Провёл 5 матчей в 2003—2004 годах в составе молодёжной сборной.
Завершил профессиональную карьеру в 24 года по совету врачей. Стал работать в футбольном агентстве Павла Андреева.